# Ivlia (Schiff)
Die Ivlia ist eine moderne Rekonstruktion eines antiken griechischen Ruderkriegsschiffes (Galeere) mit Rudern auf zwei Ebenen (Bireme) und ein wichtiges Beispiel für die experimentelle Archäologie. Zwischen 1989 und 1994 unternahm das Schiff sechs umfassende internationale, historische und geographische Entdeckungsreisen auf den Spuren der alten Seefahrer.

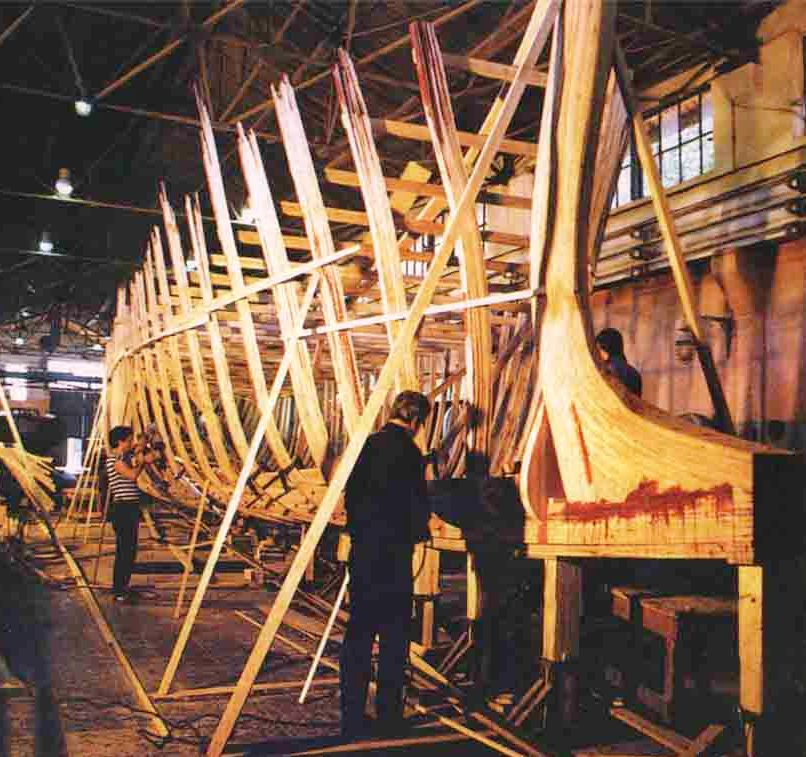
Schiffsbau

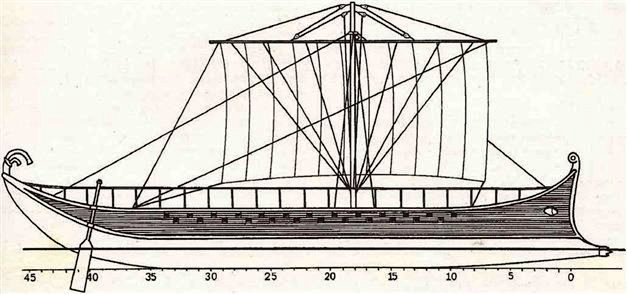

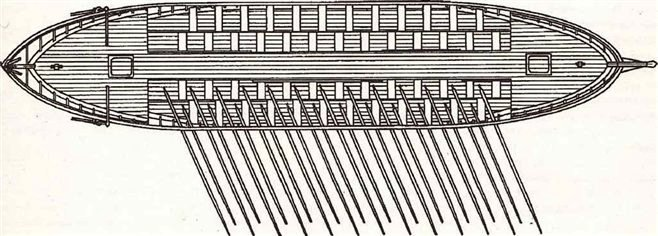

## Geschichte

### Schiffsbau
Der Hauptsponsor des Schiffsbaus war die Schwarzmeer-Reederei (BLASCO). Das Schiff wurde 1989 in der Sowjetischen Kriegsmarine Werft 1 in der Stadt Sochi konstruiert. Ivlia wurde aus Eiche und sibirischer Lärche gebaut, die Ruder aus Buche. Technische Gestaltung des Projekts wurde von Spezialisten der Nikolajev Universität für Schiffbau durchgeführt. Nach der Verarbeitung der verfügbaren wissenschaftlichen Daten (alte Abbildungen auf Vasen und Reliefs, schriftliche und archäologische Quellen) schlugen die Mitglieder des Archäologischen Museums Odessa den Bau einer Bireme vor, welche seit der Antike das am häufigsten verwendete Fahrzeug in der nördlichen Schwarzmeerregion war.

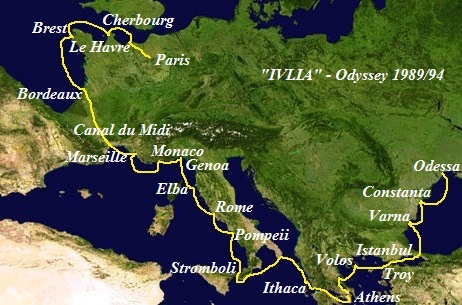
Expeditionsroute 1989–94.

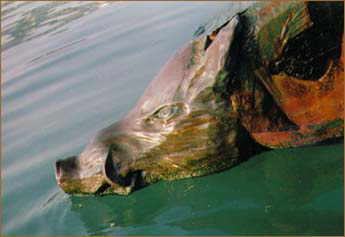
Rammsporn.

„Das Meer ist ein Element, das ein Drittel der Welt einnimmt. Außer dem Wehen der Winde wird es durch sein eignes Atmen, seine eigene Bewegung belebt. Denn zu bestimmten Stunden, bei Tag und Nacht, läuft ein gewisses Wallen, auch Rheuma genannt, auf und wieder zurük, überflutet das Land wie ein über seine Ufer tretender Fluß und fließt dann in seine alte Tiefe zurück.“

### Expeditionsroute
Ausgehend von Odessa (Ukraine) im Jahr 1989, folgte Ivlia den Routen der alten Seefahrern auf dem Schwarzen Meer und dem Mittelmeer sowie im Atlantik. Die Bireme segelte mehr als 3.000 Seemeilen in sechs Expeditionen. In dieser Zeit besuchte die Ivlia 50 europäische Städte und durchquerte ganz Europa, bis sie schließlich den Fluss Seine und als Endziel im Jahr 1994 die französische Hauptstadt Paris erreichte. Die internationalen Medien veröffentlichten Hunderte von Artikeln über die Reise der Bireme rund um Europa. Das Schiff wurde regelmäßig von offiziellen Delegationen und Tausenden von Touristen besucht. Ivlia nahm auch an internationalen maritimen Festivals: «Colombo'92» (Genua, Italien), «Brest'92», «Cancale'93», «Vieux Greements'94» (Frankreich) teil, zum Team der Bireme gehörten mehr als 200 Besatzungsmitglieder – Bürger der Ukraine, der Russischen Föderation, Moldawien, Frankreich, Griechenland und Georgien.

## Galerie

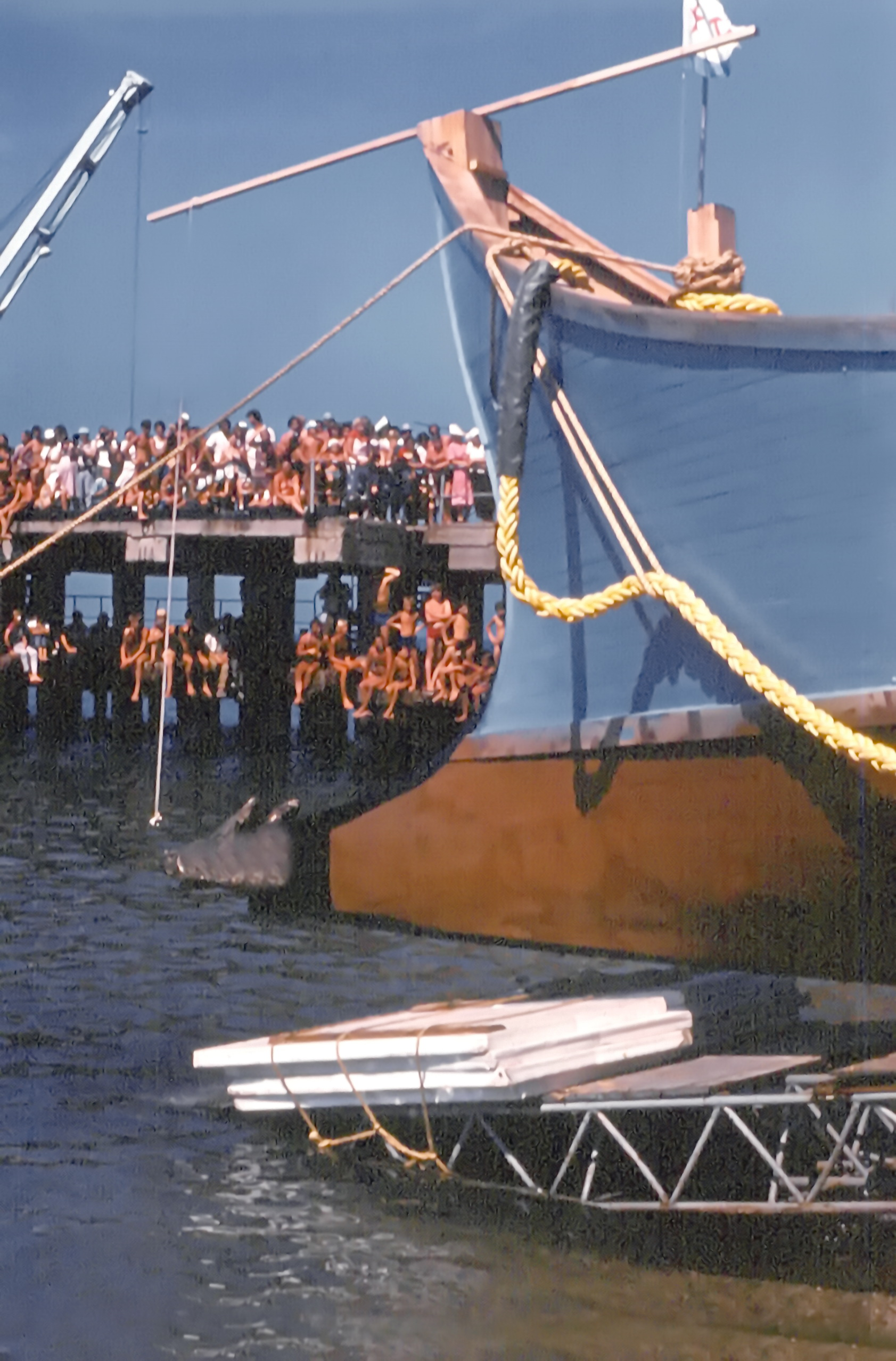
Ivlia, Stapellauf.
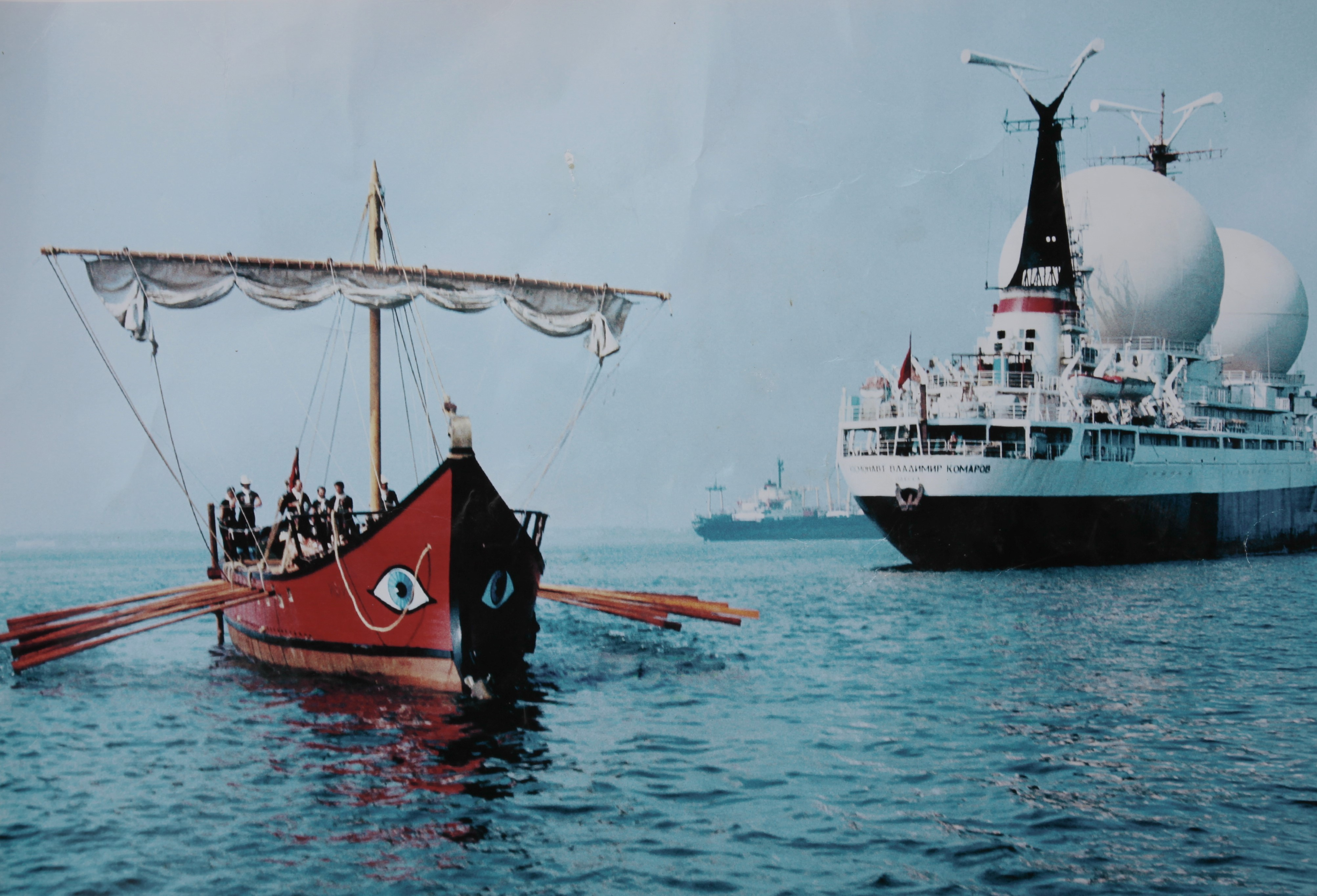
Ivlia und ein Forschungsschiff.
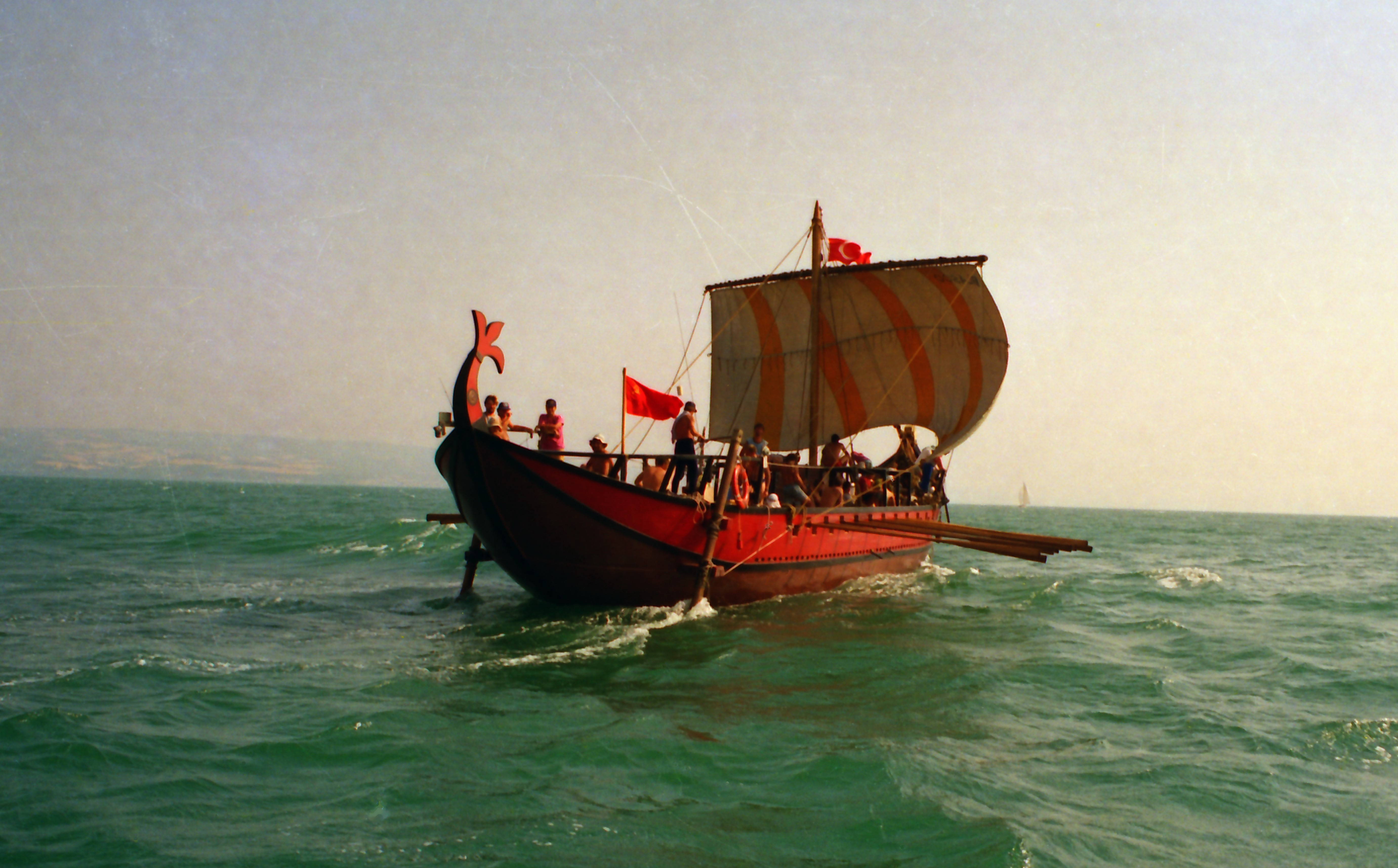
Dardanellen.
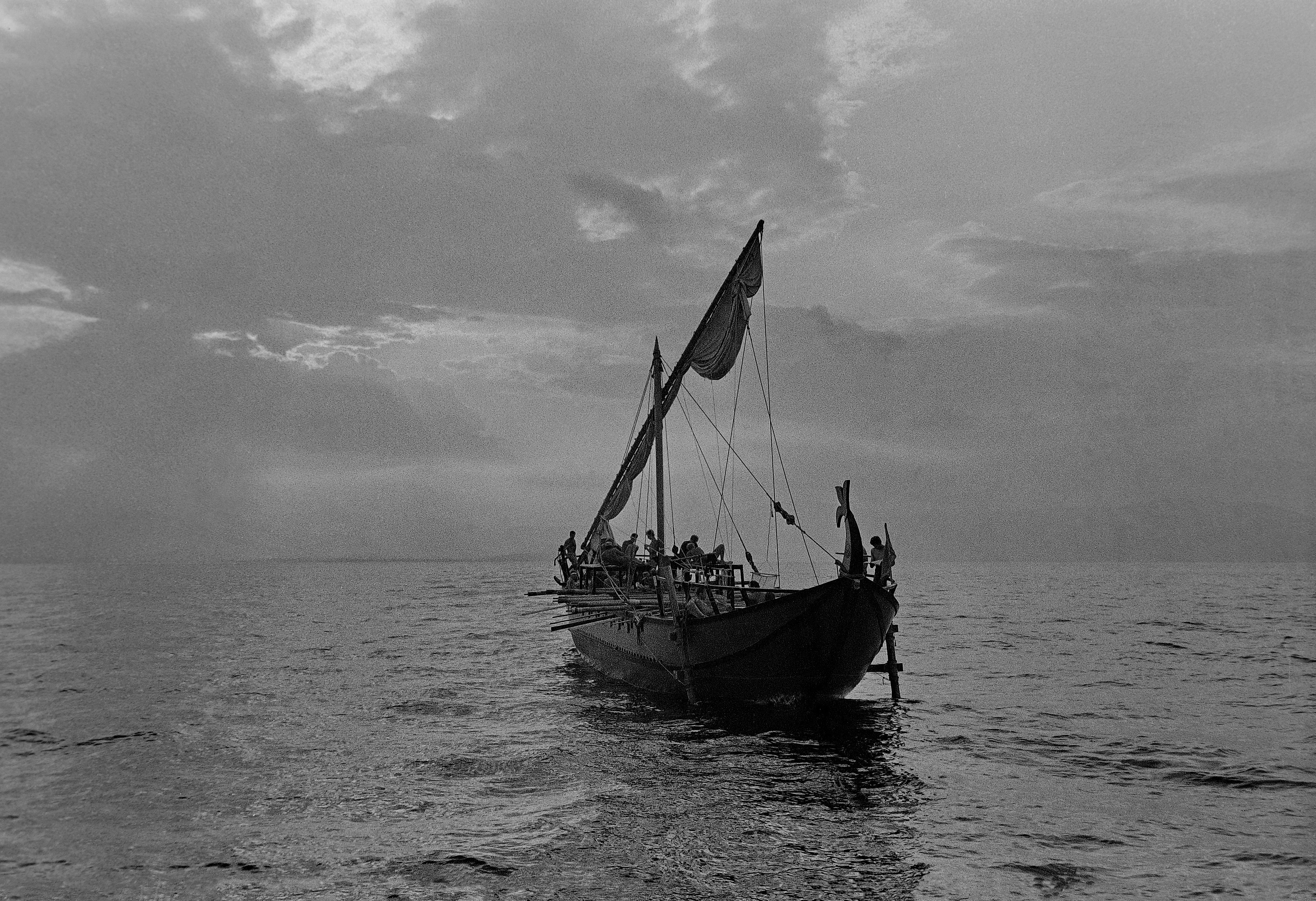
Golf von Neapel.
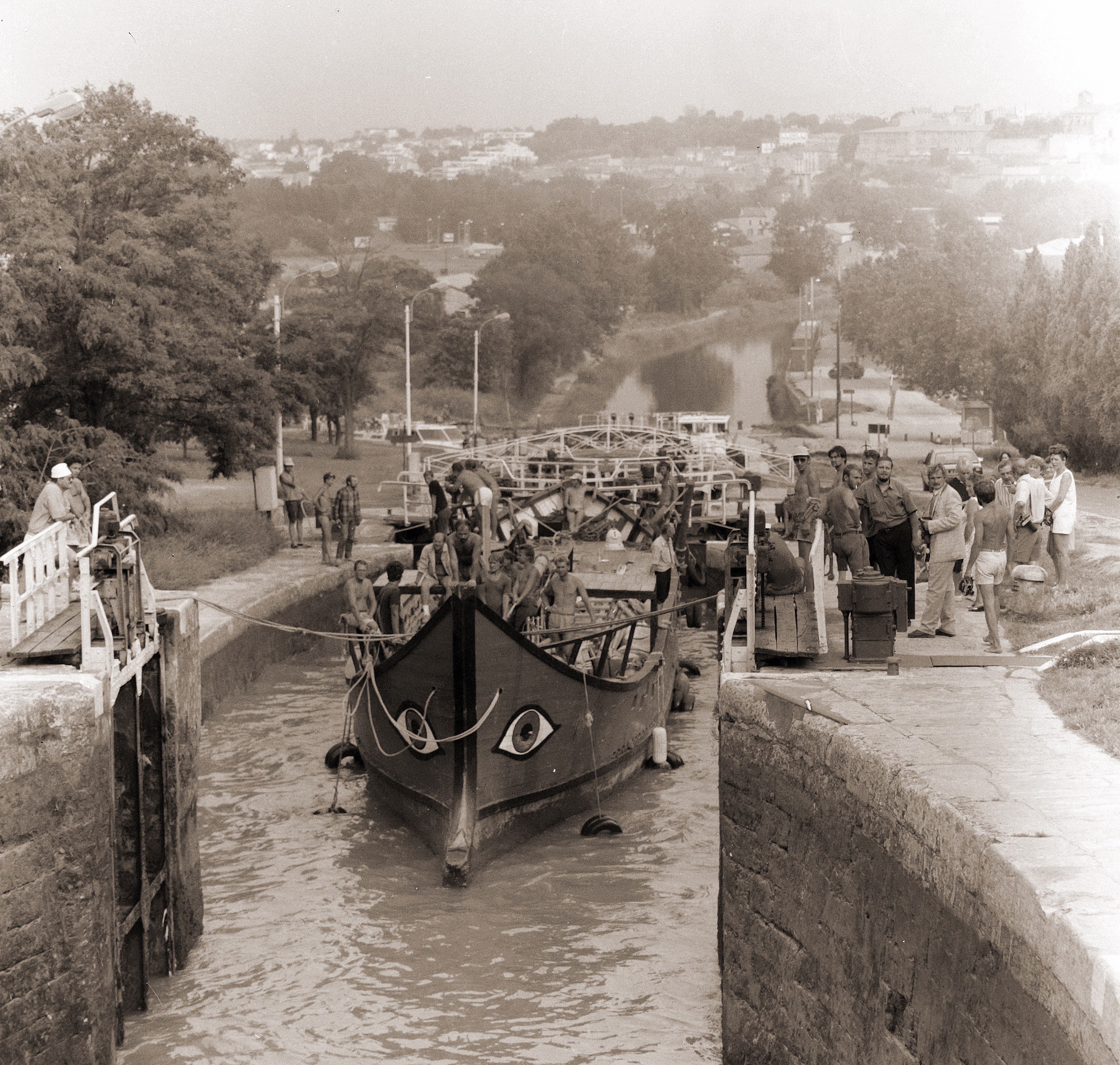
Schleusentreppe Fonserannes.